# 许沛
许沛（1962年9月—），汉族，中华人民共和国政治人物，台湾民主自治同盟盟员，第十三届全国人民代表大会台湾省代表。

## 生平
清末進士许南英之曾孫女，祖父許贊牂為許南英三子，2015年1月12日，当选中华全国台湾同胞联谊会副会长，同時也是重庆市台湾同胞联谊会會長。2018年2月24日，当选为第十三届全国人大代表。